# Giovanni (football, 1972)
Pour les articles homonymes, voir Giovanni.
Giovanni Silva de Oliveira, surnommé Giovanni, est un footballeur brésilien né le 4 février 1972 à Abaetetuba (Pará). 
Il a joué au poste d’attaquant, notamment avec le FC Barcelone, Olympiakos Le Pirée, Santos FC et l'équipe du Brésil.

## Carrière

### En club
Giovanni a reçu le « ballon d'or brésilien » en 1995. En 2000 il a été nommé « meilleur joueur étranger du championnat grec ».

### En équipe nationale
Il a 20 sélections (1 non officielle) dans l’équipe du Brésil et marqué six buts.
Giovanni a disputé la coupe du monde de 1998 avec l’équipe du Brésil. 

## Palmarès
- Champion de l'État du Pará en 1993 avec Remo
- Vainqueur de la Supercoupe d'Espagne en 1997 avec FC Barcelone
- Vainqueur de la Coupe d'Europe des vainqueurs de coupes en 1997 avec FC Barcelone
- Vainqueur de la Supercoupe de l'UEFA en 1997 avec FC Barcelone
- Champion d'Espagne en 1998 avec FC Barcelone
- Vainqueur de la Coupe d'Espagne en 1997 avec FC Barcelone
- Champion de Grèce en 2000, 2001, 2002, 2003 et 2005 avec l'Olympiakos Le Pirée
- Vainqueur de la Coupe Stanley Rous en 1997 avec l’équipe du Brésil
- Vainqueur de la Copa América en 1997 avec l’équipe du Brésil